# Escharoides immersoecetata
Escharoides immersoecetata är en mossdjursart som beskrevs av Liu 200. Escharoides immersoecetata ingår i släktet Escharoides och familjen Exochellidae. Inga underarter finns listade i Catalogue of Life.